# Поникве (Брежице)
Поникве (словен. Ponikve) — поселення в общині Брежиці, Споднєпосавський регіон, Словенія. Висота над рівнем моря: 376,4 м.